# Má země: Nový věk
Moje země: Nový věk (v korejském originále: 나의 나라, Naeui nara, anglický přepis: My Country: The New Age) je jihokorejský historický televizní seriál z roku 2019, v němž hrají Jang Se-čong, U To-hwan, Kim Seol-hjun a Čang Hjuk. Vysílal se od 4. října do 23. listopadu 2019 od 22.50 (KST) na televizi JTBC a po celém světě na Netflixu. Seriál je dostupný také na české mutaci Netflixu.

## Synopse
Během přechodného období mezi koncem dynastie Korjo a začátkem dynastie Čoson jsou dva přátelé, Nam Sun-ho a Seo Hwi, donuceni stát se nepřáteli. Snaží se chránit svou zemi a lidi, které milují, každý svou vlastní cestou.

## Obsazení

### Hlavní postavy
- Jang Se-čong jako Seo Hwi

Bojovník, který je synem slavného šermíře, který byl falešně obviněn a zabit
- U To-hwan jako Nam Sun-ho[4]

Ambiciózní vojenský důstojník, který je nelegitimním synem vysoce postaveného úředníka.
- Kim Seol-hyun jako Han Hee-jae [5] [6]

Inteligentní a otevřená žena vychovávaná kisaengy v Ihwaru.
- Čang Hjuk jako Ji Bang-won [7]

Princ, který pomáhá svému otci svrhnout dynastii Korjo, ale nikdy se za své činy nedočká uznání.